# Božetěch Medek
Božetěch Medek (26. června 1909 Hamštejn – 4. února 2005 Železný Brod) byl sochař, rytec skla a pedagog, v letech 1966–1970 ředitel Střední uměleckoprůmyslové školy sklářské v Železném Brodě.

## Život
Roku 1926 patřil Božetěch Medek k prvním žákům ryteckého oddělení Ladislava Přenosila na Státní sklářsko-obchodní škole v Železném Brodě. Po absolvování školy pokračoval v letech 1929–1933 ve studiu na Uměleckoprůmyslové škole v Praze u prof. Josefa Drahoňovského. Studium ukončil o půl roku dříve, když koncem roku 1933 prof. Drahoňovského navštívil majitel sklárny Horní Bradlo Antonín Rückl s právníkem a podnikatelem Světničkou a žádali ho o uvolnění studenta, který by mu pomohl s výrobou rytého skla. Medek u něj navrhl a vyryl několik váz s figurálními motivy (Pomona, Tři grácie), ale v červenci 1934 musel narukovat na povinnou vojenskou službu. Roku 1936 vykonával vojenskou službu u hraničářského praporu v Trutnově a vytvořil zde reliéf k poctě padlých příslušníků roty Nazdar v bitvě u Arrasu roku 1915. Poté se ještě na "čestný rok" vrátil na Uměleckoprůmyslovo školu v Praze.
Od roku 1937 pracoval samostatně ve své dílně v Železném Brodě. Roku 1938 přijal místo ve zdejší sklářské škole, nejprve jako výpomocná síla a po předčasném penzionování Ladislava Přenosila převzal roku 1941 jeho místo profesora v oddělení rytého skla. V době uzavření školy po obsazení německou armádou v letech 1944–1945 pracoval pro místní firmu Rudolf Hloušek. Po skončení války se na školu vrátil, ale věnoval se přednostně výuce a na vlastní tvorbu mu zbývalo málo času.
V letech 1966–1970 byl ředitelem Střední uměleckoprůmyslové školy sklářské v Železném Brodě, ale po srpnové okupaci roku 1968 byl při prověrkách ze školy vyloučen a komunisté zabránili i jeho registraci do normalizačního Českého fondu výtvarných umění.

## Dílo
Během studia na VŠUP se věnoval převážně realistické kresbě, na kterou prof. Drahoňovský kladl velký důraz. Ovlivnilo ho však také avantgardní kulturní prostředí Prahy na přelomu 20. a 30. let a moderní názor, že sklo má mít především čisté tvary bez ozdob. Zvládl vynikajícím způsobem rytí skla do hloubky (intaglii) i v reliéfu a patřil k nejnadanějším žákům prof. Drahoňovského. Roku 1938 ho Sklářský ústav v Hradci Králové vybral jako zástupce českého sklářství na Mezinárodní výstavu řemesel v Berlíně (rytá váza s motivy Sklářství).
Medkova tvorba byla v souladu s představami ředitele školy Aloise Meteláka o jasně rozpoznatelném českém charakteru a duši českého skla. Respektoval moderní pojetí řezaného skla a ušlechtilý tvar vázy zdobil pouze drobnými figurálními motivy, které obohatily estetické vyznění a umocnily krásu hladkého křišťálového skla. Poetické motivy, které Božetěch Medek ryl do váz z čirého skla, někdy předtvarovaných brusem, byly blízké tvorbě Jiřího Trnky. Přispěl k originální podobě skla, charakteristické pro železnobrodskou školu i místní výrobce skla. Jeho nejplodnějším obdobím byl konec 30. a celá 40. léta. Typickými Medkovými motivy byly alegorie ročních období a témata práce, mateřství, domova, dětských her, českých písní, měst nebo Českého ráje, v mnohém blízké tvorbě Mikoláše Alše a Josefa Mánesa. Často zdobil vázy jejichž tvar a brus navrhl arch. Alois Metelák. K jeho nejznámějším pracím patří Krasojezdkyně, Sv. Václav při vinobraní, Zimní jízda nebo portréty Boženy Němcové a dr. Alberta Schweitzera.
Ve 40. letech se věnoval pedagogické práci a na vlastní tvorbu mu zbývalo málo času. Studentům práci neulehčoval předkreslováním návrhu na sklo jako jeho předchůdce, ale zadával k provedení kresbu na papíře. Vlastní autorskou tvorbu realizoval s pomocí svého žáka a dílenského vedoucího Jiřího Marouska. Vytvořil vázy s náměty Osvobození, Vítězství, Československo, Píseň práce, Liberecký kraj, pohár pro vítěze Leteckých závodů v Brně nebo křišťálový pohár s portrétem dr. Alberta Schweitzera.

### Zastoupení ve sbírkách (výběr)
- Moravská galerie v Brně[15]
- Městské muzeum v Železném Brodě[16]

### Studenti B. Medka (výběr)
- Antonín Drobník
- Pavel Hlava
- Libuše Hlubučková
- Antonie Jankovcová
- Ladislav Ježek
- Dagmar Kudrová
- Adolf Matura
- Luboš Metelák
- Jindřich Rejnart
- Petr Renč
- Eva Švestková[7]

### Výstavy (výběr)
- 1955 Současné sklo (Deset let práce československých výtvarníků), Severočeské muzeum p.o.,
- 1965 Ryté sklo: První přehlídka soudobé tvorby, Moravská galerie v Brně
- 1969 50 let českého užitého umění a průmyslového výtvarnictví, Mánes, Praha
- 1969 Sklo severočeských výtvarníků, Výstavní síň Betlémské náměstí, Praha
- 1969 50 Jahre der Tschechischen angewandten Kunst und Industrial Design, MAK – Österreichisches Museum für angewandte Kunst / Gegenwartskunst, Vídeň
- 1970 Zamiary i zapasy: 50 lat czeskiej sztuki stosowanej i plastyki przemysłowej, Muzeum Śląskie, Wrocław
- 1990 Skleněný inspiromat: Československé sklo z let 1955–1965, Severočeské muzeum p.o., Liberec
- 1994 Sklo 20. století, Východočeské muzeum, Pardubice
- 1996/1997 Užité umění 60. let, Uměleckoprůmyslové muzeum, Brno (Brno-město)
- 2007/2008 Umění všedního dne: Václav Hanuš / Jizerskohorská krystalerie, Muzeum skla a bižuterie v Jablonci nad Nisou